# Korach (Sidra)
Korach  (hebräisch קֹרַח; benannt nach der biblischen Figur Korach) bezeichnet einen Leseabschnitt (Parascha oder Sidra genannt) der Tora und umfasst den Text Numeri/Bemidbar 16–18 (16 ; 17 ; 18  – ELB-Links: 16 ; 17 ; 18 ).
Es handelt sich um die Sidra des 4. oder 5. Schabbats im Monat Siwan oder des 1. Schabbats im Monat Tammus.

## Wesentlicher Inhalt
- Korach, Cousin Moses und Aarons, sowie Datan, Abiram und On, Sohn des Pelet, empören sich gegen Moses und Aaron, bezichtigen diese der Anmaßung und Überheblichkeit und werden deshalb von der Erde verschlungen.
- Die 250 Aufständischen, die Räucherwerk darbrachten, ohne Priester zu sein, werden vom Feuer verzehrt.
- Wegen des Murrens der Israeliten bricht eine Seuche aus, die von Aaron durch Sühne (Darbringung von Räucherwerk) gestoppt wird, nachdem bereits fast 15 000 Menschen gestorben sind.
- Aarons Stab trägt Blüten und bringt Mandeln hervor als Zeichen seiner göttlichen Erwählung.
- Dem Priester gehören, zusätzlich zu den Gaben von Tier- und Speiseopfern, die Erstlinge, d. h. erste Abgaben von Öl, Wein und Korn, die Erstgeburt des Menschen und der unreinen Tiere, welche ausgelöst wird (vgl. auch Pidjon ha-Ben).
- Die Erstgeburt der reinen Tiere wird geopfert und von den Priestern gegessen.
- Leviten erhalten den Zehnten (Ma'asser) von Öl, Wein und Korn und geben selbst den Zehnten davon den Priestern.

## Haftara
Die zugehörige Haftara ist 1 Sam 11,14–12,22 (11,14–15 ; 12,1–22  – ELB-Links: 11,14–15 ; 12,1–22 ).